# Hermann von Brandenstein (General, 1868)
Hermann von Brandenstein (* 18. August 1868 in Cannstatt; † 24. Dezember 1942 in Magdeburg) war ein deutscher General der Infanterie.

## Leben
Brandenstein trat am 1. April 1886 als Fahnenjunker in das Füsilier-Regiment „Kaiser Franz Josef von Österreich, König von Ungarn“ (4. Württembergisches) Nr. 122 der Württembergischen Armee in Heilbronn ein. Dort erfolgte am 7. Dezember 1886 seine Ernennung zum Fähnrich sowie am 7. September 1887 die Beförderung zum Sekondelieutenant. Zeitgleich mit seiner Beförderung zum Premierleutnant kam Brandenstein am 12. September 1894 nach Straßburg zum Infanterie-Regiment „Großherzog Friedrich von Baden“ (8. Württembergisches) Nr. 126.  Anschließend fungierte er vom 1. Oktober 1896 bis 31. Dezember 1898 als Adjutant des Bezirkskommandos Molsheim. Danach versah Brandenstein wieder Dienst im Infanterie-Regiment Nr. 126 und wurde am 27. Januar 1902 Hauptmann sowie Kompaniechef. Als Major (seit 2. Januar 1913) war er beim Stab des Infanterie-Regiments „Kaiser Wilhelm, König von Preußen“ (2. Württembergisches) Nr. 120 in Ulm.
Mit Ausbruch des Ersten Weltkriegs ernannte man Brandenstein zum Kommandeur des III. Bataillons des Landwehr-Infanterie-Regiments Nr. 125, mit dem er nach der Mobilmachung an der Westfront zum Einsatz kam. Dort wurde Brandenstein am 24. August 1914 schwer verwundet. Nach Lazarettaufenthalt und Gesundung übernahm er am 1. April 1915 das II. Bataillon des Infanterie-Regiments Nr. 120. Am 9. August 1916 ernannte man ihn dann zum Kommandeur des Infanterie-Regiments „Alt-Württemberg“ (3. Württembergisches) Nr. 121 und in dieser Funktion wurde er am 22. März 1918 Oberstleutnant.
Nach Kriegsende und Demobilisierung wurde Brandenstein in die Reichswehr übernommen, zunächst ab 25. Juni 1919 als Kommandeur des Reichswehr-Infanterie-Regiments 26 verwendet und am 1. Oktober 1920 zum Kommandanten des Truppenübungsplatzes Münsingen ernannt. Es folgte am 18. Dezember 1920 die Beförderung zum Oberst. Ab 1. Oktober 1922 war Brandenstein für sechs Monate Kommandant von Stuttgart und übernahm anschließend das 14. (Badisches) Infanterie-Regiment in Konstanz.
Unter gleichzeitiger Beförderung zum Generalmajor am 1. April 1925 ernannte man Brandenstein zum Infanterie-Führer IV. Dieses Kommando sollte er bis zu seiner Verabschiedung am 31. Oktober 1927 innehaben. Als Generalleutnant erfolgte dann seine Verabschiedung aus dem aktiven Dienst und die Versetzung in den Ruhestand.
Am 27. August 1939, dem sogenannten Tannenbergtag, erhielt Brandenstein den Charakter als General der Infanterie verliehen.

## Auszeichnungen
- Roter Adlerorden IV. Klasse[1]
- Eisernes Kreuz (1914) II. und I. Klasse[1]
- Ritterkreuz des Königlichen Hausordens von Hohenzollern mit Schwertern[1]
- Pour le Mérite[1] am 27. August 1918
- Verwundetenabzeichen (1918) in Schwarz[1]
- Ritterkreuz I. Klasse des Albrechts-Ordens mit Schwertern und mit Krone[1]
- Ritterkreuz des Württembergischen Militärverdienstordens[1] am 4. Oktober 1915[2]
- Ehrenkreuz des Ordens der Württembergischen Krone mit Schwertern[1]
- Ritterkreuz I. Klasse des Friedrichs-Ordens[1]
- Württembergische Dienstauszeichnung I. Klasse[1]
- Ritterkreuz II. Klasse des Ordens vom Zähringer Löwen mit Eichenlaub[1]
- Österreichisches Militärverdienstkreuz III. Klasse mit der Kriegsdekoration[1]